# چاکرا (کلرادو)
چاکرا (به انگلیسی: Chacra) یک منطقهٔ مسکونی در ایالات متحده آمریکا است که در کلرادو واقع شده‌است. چاکرا ۲٫۵۵ کیلومتر مربع مساحت و ۳۲۹ نفر جمعیت دارد و ۱٬۷۶۷٫۸۶ متر بالاتر از سطح دریا واقع شده‌است.